# Stade de l'Exposition nationale
Le stade de l'Exposition nationale (en anglais Canadian National Exhibition Stadium, CNE Stadium ou Exhibition Stadium) est un stade inauguré en 1949 à Toronto, Ontario, Canada.

## Histoire
Démoli en 1999, il fut le domicile des Blue Jays de Toronto de leur entrée dans la Ligue majeure de baseball en 1977 jusqu'à leur déménagement au SkyDome en 1989, et des Argonauts de Toronto de la Ligue canadienne de football de 1959 à 1988.

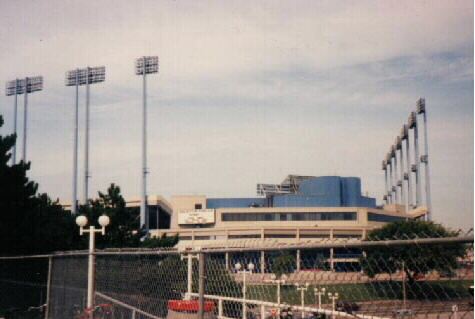
Le stade en 1992

Les Jacksons y donnent trois concerts 5, 6 et 7 octobre 1984 dans le cadre de leur tournée Victory Tour devant 165 000 spectateurs.
Madonna y donne un concert, le 4 juillet 1987, dans le cadre de sa tournée Who's That Girl Tour.